# 1928년 동계 올림픽 아르헨티나 선수단
1928년 동계 올림픽 아르헨티나 선수단은 스위스 장크트모리츠에서 개최된 1928년 동계 올림픽에 참가한 올림픽 아르헨티나 선수단이다.

### 봅슬레이
| 선수                                                                                      | 세부 종목  | 1차 시기 | 1차 시기 | 2차 시기 | 2차 시기 | 합계   | 합계 |
| 선수                                                                                      | 세부 종목  | 기록     | 순위     | 기록     | 순위     | 기록   | 순위 |
| 아르투로 그라마호 마리아노 데 마리아 라파엘 이글레시아스 리카르도 곤잘레스 존 빅토르 내쉬 | 남자 5인승 | 1:40.1   | 3        | 1:42.5   | 6        | 3:22.6 | 4    |
| 에두아르도 오프 호르헤 델 카릴 오라시오 그라마호 오라시오 이글레시아스 엑토르 밀베르그    | 남자 5인승 | 1:42.3   | 8        | 1:40.6   | 3        | 3:22.9 | 5    |

## 참고 자료
- Comité Olympique Suisse (1928). “Résultats des Concours des IImes Jeux Olympiques d'hiver” (PDF) (프랑스어). Lausanne: Imprimerie du Léman. 2011년 2월 16일에 원본 문서 (PDF)에서 보존된 문서. 2008년 6월 10일에 확인함.
- (영어) “Argentina at the 1928 Sankt Moritz Winter Games”. SR/Olympic Sports. 2008년 12월 29일에 원본 문서에서 보존된 문서. 2011년 10월 8일에 확인함.